# Muć
Muć (secondo la vecchia grafia Much) è un comune della Croazia nella Regione spalatino-dalmata.

## Storia
Era l'antico castrum di Andetrium nella provincia romana di Dalmazia dove per un certo periodo stazionò la cohors I Belgica.

## Località
Il comune di Muć è suddiviso in 17 frazioni (naselja):
- Bračević
- Crivac
- Donje Ogorje
- Donje Postinje
- Donji Muć
- Gizdavac
- Gornje Ogorje
- Gornje Postinje
- Gornji Muć
- Mala Milešina
- Neorić
- Pribude
- Radunić
- Ramljane
- Sutina
- Velika Milešina
- Zelovo